# Trolltjärnen (Bollnäs socken, Hälsingland)
Trolltjärnen är en sjö i Bollnäs kommun i Hälsingland och ingår i Ljusnans huvudavrinningsområde.